# Antrohyphantes
Antrohyphantes is een geslacht van spinnen uit de familie hangmatspinnen (Linyphiidae).

## Soorten
De volgende soorten zijn bij het geslacht ingedeeld:
- Antrohyphantes balcanicus (Drensky, 1931)
- Antrohyphantes rhodopensis (Drensky, 1931)
- Antrohyphantes sophianus (Drensky, 1931)